# Legenda

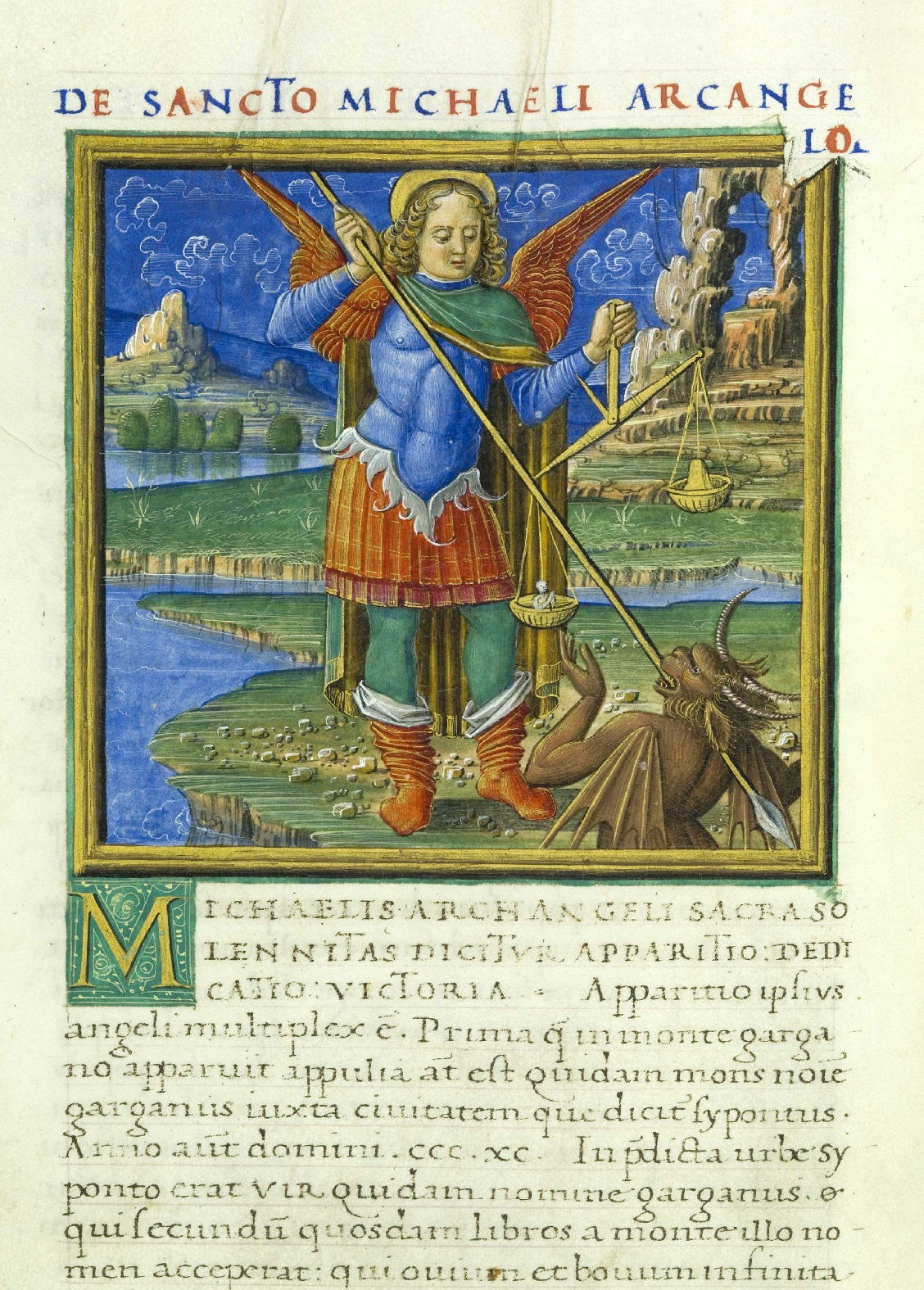
A 13. századi Legenda aurea egy díszes lapja, a miniatúrán Mihály arkangyal harcol a sárkánnyal. „És nagy harc lőn az égben, Mihály és az ő angyalai harcolnak vala a sárkánnyal” (Jel 12,7).

A legenda – (lat. olvasandó) - általában - egy vallási tárgyú kisepikai műfaj. Általában egy vallási szempontból fontos személy, szent, mártír, pap, vallásalapító életéről, egy szent hely, templom, ereklye, ünnep keletkezéséről szól. A legtöbb vallás és irodalom ismeri. Szűkebb értelemben azt a középkori műfajt nevezzük így, amely a keresztény szentek életét mondja el. Eredetileg a szentté avatásra készült élettörténet (lat. vita), amely később a szerzetesek, apácák olvasmányául szolgált. Fő eleme a csodatételek és a szent erényeinek felsorolása, ezáltal a legfontosabb erkölcsi tanítások, példák bemutatása.
A bencés rendben elterjedt az a szokás, hogy a szerzetesek étkezési időben felolvassák őket. A magyar irodalom leghíresebb legendái latin nyelven a Szent Istvánról, Imréről, Szent László, Gellért püspökről, Erzsébetről, magyar nyelven a Szent Margitról szólók. Legendáriumokban gyűjtötték össze őket, legnépszerűbb közülük a 13. századi Legenda aurea.

## Jellemzői
A legenda hagyományos egyházi műfaja három feladatnak tesz eleget: bizonyítékul szolgál a szent csodáira, megörökíti életük eseményeit és nevelő célzatú olvasmány. Közös jellemzői a legendáknak, hogy hőseikben típust ábrázolnak, eszményt igyekeznek felállítani. A tények és a példák illusztráló eszközök, a valóságos eseteket vándormotívumok, bibliai elemek és toposzok helyettesíthetik. A legendák ált. négy részből tevődnek össze: a tárgyalt személy nevének etimológiája - élettörténet (vita) - szenvedéstörténet (passio) - csodajegyzék (miracula).

## Modern legendák
A legenda újabb időkben a nem bizonyítható, de nagy populáris hatást kiváltó, félig igaz történeteket is jelenti. Egy példa erre az ős Beatrice együttes csirkedarálás-legendája, miszerint az együttes tagjai egy koncertjükön ledaráltak volna egy élő csirkét. Ez azonban soha nem történt meg, egy másik, punk együttes koncertjén  állítólag elkövettek ilyet, habár nem darálóval, hanem kézzel téptek szét egy csirkét a nézők, de a korabeli kultúrpolitika lejáratócélzattal a hírhedtté váló Beatricét vádolta meg ezzel a tettel, ami összefonódott a zenekarral, azok minden cáfolata ellenére. Vannak bizonyos helyekhez kötődő legendák is pl. nagyvárosi legendák, amik az urbanizálódott közösséghez köthetők.
A legenda szót átvitt értelemben is használjuk. Egy jó legenda - azaz fedőtörténet - kell egy beépített vagy fedett ügynök álcázására is, amikor az ügynöknek egy új titkos identitást kell felvennie, és az új alteregó személyiségét kitalálják neki.

## Kapcsolódó szócikk
- Szent László-legenda